# Чонгар (півострів)
Чонга́р або Чонгарський півострів — півострів у північній частині затоки Сиваш-Азовського моря. Адміністративно належить до Генічеського району Херсонської області.

## Опис
Разом із півостровом Тюп-Джанкой, що підходить до нього з боку Криму, розділяє Сиваш на дві частини: західну та східну, які з'єднуються між собою Чонгарською протокою. Чонгар з'єднаний численними мостами та насипними дамбами з Кримським півостровом.
На півострові розташовано однойменне село.

## Військове значення
Чонгарський півострів, разом із Перекопським перешийком та Арабатською Стрілкою, є місцем, що з'єднує Кримський півострів із материком. У минулому це надавало йому велике стратегічне значення. Під час Радянсько-української війни у районі Чонгара відбувалися значні бої. Зокрема, у 1919—1920 рр. військами генерала Врангеля, під керівництвом французьких інженерів, на прилеглих до Чонгару Тюп-Джанкойському та Таганаському півостровах Криму були зведені Чонгарські укріплення. У роки Другої світової війни півострів також став місцем бойових дій[джерело?].
9 грудня 2014 року російські військові відійшли з Чонгара та півострова Ад, зайнятих в часі інтервенції та окупації Криму. 27 грудня тимчасовий пункт пропуску «Чонгар» також повернуто під контроль України.